# Jagdgeschwader 4
4-я истребительная эскадра (нем. Jagdgeschwader 4, (JG4)) — эскадра истребителей люфтваффе. Эскадра была сформирована в начале 1943 года на территории Румынии. Поначалу в её состав входила только одна группа I./JG4, которая участвовала в отражении налета на Плоешти 1 августа 1943 года. В конце 1943 — первой половине 1944 года группа дислоцировалась в Италии. Там были сформированы оставшиеся группы (II./JG4 и III./JG4). 15 июня 1944 года на базе Jagdgeschwader z.b.V. был сформирован штаб эскадры.
Эскадра участвовала в обороне Рейха, в Арденнском контрнаступлении, а во время операции «Боденплатте» понесла огромные потери. Часть JG4 в дальнейшем участвовала в боях на Восточном фронте над Одером и в Мекленбурге.

## Состав эскадры

### Geschwaderkommodoren (командиры эскадры)
| командующий                        | период                        | примечания                      |
| ---------------------------------- | ----------------------------- | ------------------------------- |
| майор Герхард Шёпфель              | 15 июня 1944 — 6 августа 1944 | назначен командиром Jafü Ungarn |
| оберст-лейтенант Герхард Михальски | 7 августа 1944 — 8 мая 1945   |                                 |

### Gruppenkommandeure I./JG4 (командиры группы I./JG4)
| командующий                 | период                            | примечания |
| --------------------------- | --------------------------------- | ---------- |
| гауптман Франц Хан          | 10 января 1943 — 22 января 1944   | погиб      |
| гауптман Вильгельм Штейнман | 23 января 1944 — 14 февраля 1944  |            |
| гауптман Вальтер Хёкнер     | 15 февраля 1944 — 25 августа 1944 | погиб      |
| гауптман Вильгельм Штейнман | 26 августа 1944 — 19 марта 1945   |            |

### Gruppenkommandeure II./JG4 (командиры группы II./JG4)
| командующий                              | период                          | примечания |
| ---------------------------------------- | ------------------------------- | ---------- |
| обер-лейтенант Ганс-Гюнтер фон Корнатцки | 12 июля 1944 — 12 сентября 1944 | погиб      |
| майор Рудольф Шрёдер                     | 13 сентября 1944 — март 1945    |            |
| майор Вильгельм Моритц                   | март 1945 — 8 мая 1945          |            |

### Gruppenkommandeure III./JG4 (командиры группы III./JG4)
| командующий               | период                       | примечания |
| ------------------------- | ---------------------------- | ---------- |
| гауптман Фридрих Эберле   | 12 июля 1944 — 8 января 1945 |            |
| гауптман Герхард Штрассен | 9 января 1945 — 8 мая 1945   |            |

### Gruppenkommandeure IV./JG4 (командиры группы IV./JG4)
| командующий              | период                           | примечания |
| ------------------------ | -------------------------------- | ---------- |
| гауптман Франц Виенхузен | 20 октября 1944 — 3 декабря 1944 |            |
| гауптман Эрнст Лаубе     | 19 декабря 1944 — 3 апреля 1945  |            |